# Lista de episódios de Dexter
Dexter é uma série de televisão americana que foi transmitida pelo cana a cabo Showtime entre 1 de outubro de 2006 e 22 de setembro de 2013. Ao total, 96 episódios de Dexter foram transmitidos ao longo de oito temporadas. A série foi baseada nos personagens de Jeff Lindsay da série de livros "Dexter". A série apresenta a vida de Dexter Morgan (Michael C. Hall), um analista forense de padrões de sanguíneos com uma vida dupla. Ao investigar assassinatos na divisão de homicídios, Dexter caçava e matava os assassinos e criminosos que escaparam do sistema de justiça.[carece de fontes?] Embora a primeira temporada é baseada sobre os acontecimentos de Darkly Dreaming Dexter, as temporadas seguintes não seguem a mesma linha quanto a série de livros. Partindo da narrativa do segundo livro de Lindsay sobre Dexter, Dearly Devoted Dexter, a série escrita por Daniel Cerone disse que os escritores "não viram a oportunidade de adaptar a segunda obra."
A série recebeu críticas geralmente favoráveis de críticos, enquanto a segunda temporada recebeu aprovação geral. O episódio piloto, que foi transmitido em 1 de outubro de 2006 recebeu a audiência de mais de um milhão de telespectadores e foi durante dois anos, a série mais assistida do canal Showtime. Incentivado pela crítica e altos índices de audiência, a CBS começou a transmitir Dexter em sinal aberto a partir de 17 de fevereiro de 2008, o que fez de Dexter o primeiro programa em duas décadas a ser transmitido nacionalmente após ser divulgado em um canal a cabo. Todas as oito temporadas foram lançadas em DVD e Blu-ray: box sets contendo as primeiras três temporadas foram lançados em 18 de agosto de 2009 em DVD e Blu-ray.
O programa recebeu várias nomeações em vários prêmios, tendo ganho 19—incluindo dois Primetime Emmy Awards, dois Golden Globe Awards, sete Satellite Awards, cinco Saturn Awards, um Screen Actors Guild Award, e um TCA Award—e duas vezes eleitos pelo American Film Institute como um dos dez melhores programas do ano de 2006 e 2007. Outras nomeações incluem PGA Awards, WGA Awards, e Peabody Awards. Até maio de 2012, o programa foi nomeado em 125 premiações, 32 delas de Hall por interpretar o protagonista.

## Resumo
| Temporada | Temporada | Episódios | Episódios | Originalmente exibido  | Originalmente exibido  |
| Temporada | Temporada | Episódios | Episódios | Estreia da temporada   | Final da temporada     |
| --------- | --------- | --------- | --------- | ---------------------- | ---------------------- |
|           | 1         | 12        | 12        | 1 de outubro de 2006   | 17 de dezembro de 2006 |
|           | 2         | 12        | 12        | 30 de setembro de 2007 | 16 de dezembro de 2007 |
|           | 3         | 12        | 12        | 28 de setembro de 2008 | 14 de dezembro de 2008 |
|           | 4         | 12        | 12        | 27 de setembro de 2009 | 13 de dezembro de 2009 |
|           | 5         | 12        | 12        | 26 de setembro de 2010 | 12 de dezembro de 2010 |
|           | 6         | 12        | 12        | 2 de outubro de 2011   | 18 de dezembro de 2011 |
|           | 7         | 12        | 12        | 30 de setembro de 2012 | 16 de dezembro de 2012 |
|           | 8         | 12        | 12        | 30 de junho de 2013    | 22 de setembro de 2013 |

## Episódios

### 1.ª temporada (2006)
| Nº geral | Nº na temporada | Título                                                       | Diretor          | Escritor                            | Data da transmissão original | Audiência nos EUA (em milhões) |
| -------- | --------------- | ------------------------------------------------------------ | ---------------- | ----------------------------------- | ---------------------------- | ------------------------------ |
| 1        | 1               | "Dexter" "Piloto"                                            | Michael Cuesta   | James Manos, Jr.                    | 1 de outubro de 2006         | 0.60                           |
| 2        | 2               | "Crocodile" "Crocodio"                                       | Michael Cuesta   | Clyde Phillips                      | 8 de outubro de 2006         | 0.72                           |
| 3        | 3               | "Popping Cherry" "Abuso"                                     | Michael Cuesta   | Daniel Cerone                       | 15 de outubro de 2006        | N/A                            |
| 4        | 4               | "Let's Give the Boy a Hand" "Vamos Dar uma Mão para o Rapaz" | Robert Lieberman | Drew Z. Greenberg                   | 22 de outubro de 2006        | N/A                            |
| 5        | 5               | "Love American Style" "Amor Estilo Americano"                | Robert Lieberman | Melissa Rosenberg                   | 29 de outubro de 2006        | N/A                            |
| 6        | 6               | "Return to Sender" "Retorno ao Remetente"                    | Tony Goldwyn     | Tim Schlattmann                     | 5 de novembro de 2006        | N/A                            |
| 7        | 7               | "Circle of Friends" "Círculo de Amigos"                      | Steve Shill      | Daniel Cerone                       | 12 de novembro de 2006       | N/A                            |
| 8        | 8               | "Shrink Wrap" "Terapia"                                      | Tony Goldwyn     | Lauren Gussis                       | 19 de novembro de 2006       | N/A                            |
| 9        | 9               | "Father Knows Best" "Papai Sabe que é Melhor"                | Adam Davidson    | Melissa Rosenberg                   | 26 de novembro de 2006       | N/A                            |
| 10       | 10              | "Seeing Red" "Enxergando Vermelho"                           | Michael Cuesta   | Kevin R. Maynard                    | 3 de dezembro de 2006        | N/A                            |
| 11       | 11              | "Truth Be Told" "Verdade Seja Dita"                          | Keith Gordon     | Drew Z. Greenberg & Tim Schlattmann | 10 de dezembro de 2006       | 0.76                           |
| 12       | 12              | "Born Free" "Nascer Livre"                                   | Michael Cuesta   | Daniel Cerone & Melissa Rosenberg   | 17 de dezembro de 2006       | 1.20                           |

### 2.ª temporada (2007)
| Nº geral | Nº na temporada | Título                                                           | Diretor        | Escritor                          | Data da transmissão original | Audiência nos EUA (em milhões) |
| -------- | --------------- | ---------------------------------------------------------------- | -------------- | --------------------------------- | ---------------------------- | ------------------------------ |
| 13       | 1               | "It's Alive!" "Está Vivo!"                                       | Tony Goldwyn   | Daniel Cerone                     | 30 de setembro de 2007       | 1.09                           |
| 14       | 2               | "Waiting to Exhale" "Prendendo a respiração"                     | Marcos Siega   | Clyde Phillips                    | 7 de outubro de 2007         | 0.89                           |
| 15       | 3               | "An Inconvenient Lie" "Uma Mentira Inconveniente"                | Tony Goldwyn   | Melissa Rosenberg                 | 14 de outubro de 2007        | 0.95                           |
| 16       | 4               | "See-Through" "Invisível"                                        | Nick Gomez     | Scott Buck                        | 21 de outubro de 2007        | 0.80                           |
| 17       | 5               | "The Dark Defender" "O Defensor Negro"                           | Keith Gordon   | Tim Schlattmann                   | 28 de outubro de 2007        | 0.63                           |
| 18       | 6               | "Dex, Lies, and Videotape" "Dex, Mentiras e Vídeoteipe"          | Nick Gomez     | Lauren Gussis                     | 4 de novembro de 2007        | N/A                            |
| 19       | 7               | "That Night, A Forest Grew" "Naquela Noite, Uma Floresta Nasceu" | Jeremy Podeswa | Daniel Cerone                     | 11 de novembro de 2007       | 0.84                           |
| 20       | 8               | "Morning Comes" "Amanheceu"                                      | Keith Gordon   | Scott Buck                        | 18 de novembro de 2007       | 1.23                           |
| 21       | 9               | "Resistance Is Futile" "Resistir é Inútil"                       | Marcos Siega   | Melissa Rosenberg                 | 25 de novembro de 2007       | N/A                            |
| 22       | 10              | "There's Something About Harry" "Quem vai ficar com Harry?"      | Steve Shill    | Scott Reynolds                    | 2 de dezembro de 2007        | 1.08                           |
| 23       | 11              | "Left Turn Ahead" "Esquerda, Vire em Frente"                     | Marcos Siega   | Scott Buck & Tim Schlattmann      | 9 de dezembro de 2007        | 0.89                           |
| 24       | 12              | "The British Invasion" "Invasão Britânica"                       | Steve Shill    | Daniel Cerone & Melissa Rosenberg | 16 de dezembro de 2007       | 1.39                           |

### 3.ª temporada (2008)
| Nº geral | Nº na temporada | Título                                                        | Diretor          | Escritor                         | Data da transmissão original | Audiência nos EUA (em milhões) |
| -------- | --------------- | ------------------------------------------------------------- | ---------------- | -------------------------------- | ---------------------------- | ------------------------------ |
| 25       | 1               | "Our Father" "Pai Nosso"                                      | Keith Gordon     | Clyde Phillips                   | 28 de setembro de 2008       | 1.22                           |
| 26       | 2               | "Finding Freebo" "Procurando Freebo"                          | Marcos Siega     | Melissa Rosenberg                | 5 de outubro de 2008         | 0.79                           |
| 27       | 3               | "The Lion Sleeps Tonight" "O Leão dorme Novamente"            | John Dahl        | Scott Buck                       | 12 de outubro de 2008        | 1.07                           |
| 28       | 4               | "All in the Family" "Tudo em Família"                         | Keith Gordon     | Adam E. Fierro                   | 19 de outubro de 2008        | 0.86                           |
| 29       | 5               | "Turning Biminese" "Viagem a Bimini"                          | Marcos Siega     | Tim Schlattmann                  | 26 de outubro de 2008        | 1.00                           |
| 30       | 6               | "Sí Se Puede" "É Possível"                                    | Ernest Dickerson | Charles H. Eglee                 | 2 de novembro de 2008        | 1.04                           |
| 31       | 7               | "Easy as Pie" "Fácil Demais"                                  | Steve Shill      | Lauren Gussis                    | 9 de novembro de 2008        | 0.83                           |
| 32       | 8               | "The Damage a Man Can Do" "O Estrago que um Homem Pode Fazer" | Marcos Siega     | Scott Buck                       | 16 de novembro de 2008       | 0.96                           |
| 33       | 9               | "About Last Night" "Sobre a Última Noite"                     | Tim Hunter       | Scott Reynolds                   | 23 de novembro de 2008       | 1.13                           |
| 34       | 10              | "Go Your Own Way" "Siga seu Próprio Caminho"                  | John Dahl        | Tim Schlattmann                  | 30 de novembro de 2008       | 1.34                           |
| 35       | 11              | "I Had a Dream" "Eu Tive um Sonho"                            | Marcos Siega     | Charles H. Eglee & Lauren Gussis | 7 de dezembro de 2008        | N/A                            |
| 36       | 12              | "Do You Take Dexter Morgan?" "Você Aceita Dexter Morgan?"     | Keith Gordon     | Scott Buck                       | 14 de dezembro de 2008       | 1.51                           |

### 4.ª temporada (2009)
| Nº geral | Nº na temporada | Título                                         | Diretor          | Escritor                           | Data da transmissão original | Audiência nos EUA (em milhões) |
| -------- | --------------- | ---------------------------------------------- | ---------------- | ---------------------------------- | ---------------------------- | ------------------------------ |
| 37       | 1               | "Living the Dream" "Vivendo o Sonho"           | Marcos Siega     | Clyde Phillips                     | 27 de setembro de 2009       | 1.52                           |
| 38       | 2               | "Remains to Be Seen" "O que será dos Restos?"  | Brian Kirk       | Charles H. Eglee                   | 4 de outubro de 2009         | 1.37                           |
| 39       | 3               | "Blinded by the Light" "Cegado pela Luz"       | Marcos Siega     | Scott Buck                         | 11 de outubro de 2009        | 1.24                           |
| 40       | 4               | "Dex Takes a Holiday" "Dex Sai de Férias"      | John Dahl        | Melissa Rosenberg & Wendy West     | 18 de outubro de 2009        | 1.51                           |
| 41       | 5               | "Dirty Harry" "Peeseguidor Implacável"         | Keith Gordon     | Tim Schlattmann                    | 25 de outubro de 2009        | 1.68                           |
| 42       | 6               | "If I Had a Hammer" "Se eu Tivesse um Martelo" | Romeo Tirone     | Lauren Gussis                      | 1 de novembro de 2009        | 1.88                           |
| 43       | 7               | "Slack Tide" "Maré Mansa"                      | Tim Hunter       | Scott Buck                         | 8 de novembro de 2009        | 1.76                           |
| 44       | 8               | "Road Kill" "Problemas na Estrada"             | Ernest Dickerson | Melissa Rosenberg & Scott Reynolds | 15 de novembro de 2009       | 1.69                           |
| 45       | 9               | "Hungry Man" "Homem Faminto"                   | John Dahl        | Wendy West                         | 22 de novembro de 2009       | 1.76                           |
| 46       | 10              | "Lost Boys" "Gatotos Perdidos"                 | Keith Gordon     | Charles H. Eglee & Tim Schlattmann | 29 de novembro de 2009       | 1.80                           |
| 47       | 11              | "Hello, Dexter Morgan" "Olá, Dexter Morgan"    | SJ Clarkson      | Scott Buck & Lauren Gussis         | 6 de dezembro de 2009        | 2.11                           |
| 48       | 12              | "The Getaway" "A Fuga"                         | Steve Shill      | Scott Reynolds & Melissa Rosenberg | 13 de dezembro de 2009       | 2.58                           |

### 5.ª temporada (2010)
| Nº geral | Nº na temporada | Título                                          | Diretor          | Escritor                      | Data da transmissão original | Audiência nos EUA (em milhões) |
| -------- | --------------- | ----------------------------------------------- | ---------------- | ----------------------------- | ---------------------------- | ------------------------------ |
| 49       | 1               | "My Bad" "Foi Mal"                              | Steve Shill      | Chip Johannessen              | 26 de setembro de 2010       | 1.77                           |
| 50       | 2               | "Hello, Bandit" "Olá, Bandit"                   | John Dahl        | Scott Buck                    | 3 de outubro de 2010         | 1.70                           |
| 51       | 3               | "Practically Perfect" "Praticamente Perfeito"   | Ernest Dickerson | Manny Coto                    | 10 de outubro de 2010        | 1.86                           |
| 52       | 4               | "Beauty and the Beast" "A Bela e a Fera"        | Milan Cheylov    | Jim Leonard                   | 17 de outubro de 2010        | 1.79                           |
| 53       | 5               | "First Blood" "O Primeiro Sangue"               | Romeo Tirone     | Tim Schlattmann               | 24 de outubro de 2010        | 1.94                           |
| 54       | 6               | "Everything is Illumenated" "Tudo se Ilumenou"  | Steve Shill      | Wendy West                    | 31 de outubro de 2010        | 1.63                           |
| 55       | 7               | "Circle Us" "Envolva-nos"                       | John Dahl        | Scott Buck                    | 7 de novembro de 2010        | 1.90                           |
| 56       | 8               | "Take It!" "Pegue!"                             | Romeo Tirone     | Manny Coto & Wendy West       | 14 de novembro de 2010       | 1.94                           |
| 57       | 9               | "Teenage Wasteland" "Adolescência Desperdiçada" | Ernest Dickerson | Lauren Gussis                 | 21 de novembro de 2010       | 2.11                           |
| 58       | 10              | "In the Beginning" "No Começo"                  | Keith Gordon     | Scott Reynolds                | 28 de novembro de 2010       | 2.54                           |
| 59       | 11              | "Hop a Freighter" "Sob Vigilância"              | John Dahl        | Karen Campbell                | 5 de dezembro de 2010        | 2.26                           |
| 60       | 12              | "The Big One" "O Grande"                        | Steve Shill      | Chip Johannessen & Manny Coto | 12 de dezembro de 2010       | 2.48                           |

### 6.ª temporada (2011)
| Nº geral | Nº na temporada | Título                                                       | Diretor          | Escritor                                       | Data da transmissão original | Audiência nos EUA (em milhões) |
| -------- | --------------- | ------------------------------------------------------------ | ---------------- | ---------------------------------------------- | ---------------------------- | ------------------------------ |
| 61       | 1               | "Those Kinds of Things" "Essas Coisas"                       | John Dahl        | Scott Buck                                     | 2 de outubro de 2011         | 2.19                           |
| 62       | 2               | "Once Upon a Time..." "Era Uma Vez..."                       | SJ Clarkson      | Tim Schlattmann                                | 9 de outubro de 2011         | 1.71                           |
| 63       | 3               | "Smokey and the Bandit" "Smokey e Bandit"                    | Stefan Schwartz  | Manny Coto                                     | 16 de outubro de 2011        | 1.50                           |
| 64       | 4               | "A Horse of a Different Color" "Um Cavalo de Cor Diferente"  | John Dahl        | Lauren Gussis                                  | 23 de outubro de 2011        | 1.89                           |
| 65       | 5               | "The Angel of Death" "O Anjo da Morte"                       | SJ Clarkson      | Scott Reynolds                                 | 30 de outubro de 2011        | 1.80                           |
| 66       | 6               | "Just Let Go" "Apenas Esqueça"                               | John Dahl        | Jace Richdale                                  | 6 de novembro de 2011        | 1.98                           |
| 67       | 7               | "Nebraska"                                                   | Romeo Tirone     | Wendy West                                     | 13 de novembro de 2011       | [ 64 ]                         |
| 68       | 8               | "Sin of Omission" "Pecado por Omissão"                       | Ernest Dickerson | Arika Lisanne Mittman                          | 20 de novembro de 2011       | 2.05                           |
| 69       | 9               | "Get Gellar" "Pegue o Gellar"                                | Seith Mann       | Karen Campbell                                 | 27 de novembro de 2011       | 1.89                           |
| 70       | 10              | "Ricochet Rabbit" "Coelho Ricochet"                          | Michael Lehmann  | Jace Richdale & Lauren Gussis & Scott Reynolds | 4 de dezembro de 2011        | 1.87                           |
| 71       | 11              | "Talk to the Hand" "Fale com a Mão"                          | Ernest Dickerson | Manny Coto & Tim Schlattmann                   | 11 de dezembro de 2011       | 1.92                           |
| 72       | 12              | "This Is the Way the World Ends" "É Assim que o Mundo Acaba" | John Dahl        | Scott Buck & Wendy West                        | 18 de dezembro de 2011       | 2.23                           |

### 7.ª temporada (2012)
| Nº geral | Nº na temporada | Título                                                           | Diretor          | Escritor                                       | Data da transmissão original | Audiência nos EUA (em milhões) |
| -------- | --------------- | ---------------------------------------------------------------- | ---------------- | ---------------------------------------------- | ---------------------------- | ------------------------------ |
| 73       | 1               | "Are You...?" "Você é...?"                                       | John Dahl        | Scott Buck                                     | 30 de setembro de 2012       | 2.40                           |
| 74       | 2               | "Sunshine and Frosty Swirl" "A Luz do Sol e o Redemoinho Gelado" | Steve Shill      | Manny Coto                                     | 7 de outubro de 2012         | 2.10                           |
| 75       | 3               | "Buck the System" "Quebre o Sistema"                             | Stefan Schwartz  | Jace Richdale                                  | 14 de outubro de 2012        | 1.98                           |
| 76       | 4               | "Run" "Corra"                                                    | John Dahl        | Wendy West                                     | 21 de outubro de 2012        | 2.18                           |
| 77       | 5               | "Swim Deep" "Nade Fundo"                                         | Ernest Dickerson | Scott Reynolds                                 | 28 de outubro de 2012        | 2.28                           |
| 78       | 6               | "Do the Wrong Thing" "Faça a Coisa Errada"                       | Alik Sakharov    | Lauren Gussis                                  | 4 de novembro de 2012        | 1.99                           |
| 79       | 7               | "Chemistry" "Química"                                            | Holly Dale       | Manny Coto & Karen Campbell                    | 11 de novembro de 2012       | 2.01                           |
| 80       | 8               | "Argentina"                                                      | Romeo Tirone     | Arika Lisanne Mittman                          | 18 de novembro de 2012       | 2.25                           |
| 81       | 9               | "Helter Skelter" "Com Pressa"                                    | Steve Shill      | Tim Schlattmann                                | 25 de novembro de 2012       | 2.12                           |
| 82       | 10              | "The Dark… Whatever" "O Passageiro… Qualquer Coisa"              | Michael Lehmann  | Lauren Gussis & Jace Richdale & Scott Reynolds | 2 de dezembro de 2012        | 2.08                           |
| 83       | 11              | "Do You See What I See?" "Você vê o que eu Vejo?"                | John Dahl        | Manny Coto & Wendy West                        | 9 de dezembro de 2012        | 2.60                           |
| 84       | 12              | "Surprise, Motherfucker!" "Surpresa, Filho da Puta!"             | Steve Shill      | Scott Buck & Tim Schlattmann                   | 16 de dezembro de 2012       | 2.75                           |

### 8.ª temporada (2013)
| Nº geral | Nº na temporada | Título                                                             | Diretor          | Escritor                       | Data da transmissão original | Audiência nos EUA (em milhões) |
| -------- | --------------- | ------------------------------------------------------------------ | ---------------- | ------------------------------ | ---------------------------- | ------------------------------ |
| 85       | 1               | "A Beautiful Day" "Um Lindo Dia"                                   | Keith Gordon     | Scott Buck                     | 30 de junho de 2013          | 2.48                           |
| 86       | 2               | "Every Silver Lining..." "Cada Forro de Prata..."                  | Michael C. Hall  | Manny Coto                     | 7 de julho de 2013           | 2.52                           |
| 87       | 3               | "What's Eating Dexter Morgan?" "O que Dexter Morgan está Comendo?" | Ernest Dickerson | Lauren Gussis                  | 14 de julho de 2013          | 2.43                           |
| 88       | 4               | "Scar Tissue" "Tecido de Cicatriz"                                 | Stefan Schwartz  | Tim Schlattmann                | 21 de julho de 2013          | 2.47                           |
| 89       | 5               | "This Little Piggy" "Esse Porquinho"                               | Romeo Tirone     | Scott Reynolds                 | 28 de julho de 2013          | 2.55                           |
| 90       | 6               | "A Little Reflection" "Um Pouco de Reflexão"                       | John Dahl        | Jace Richdale                  | 4 de agosto de 2013          | 2.21                           |
| 91       | 7               | "Dress Code" "Código do Vestido"                                   | Alik Sakharov    | Arika Lisanne Mittman          | 11 de agosto de 2013         | 1.90                           |
| 92       | 8               | "Are We There Yet?" "Nós Ainda Estamos Lá?"                        | Holly Dale       | Wendy West                     | 18 de agosto de 2013         | 1.94                           |
| 93       | 9               | "Make Your Own Kind of Music" "Faça seu Próprio Tipo de Música"    | John Dahl        | Karen Campbell                 | 25 de agosto de 2013         | 2.28                           |
| 94       | 10              | "Goodbye Miami" "Adeus Miami"                                      | Steve Shill      | Jace Richdale & Scott Reynolds | 8 de setembro de 2013        | 2.34                           |
| 95       | 11              | "Monkey in a Box" "Macaco numa Caixa"                              | Ernest Dickerson | Tim Schlattmann & Wendy West   | 15 de setembro de 2013       | 2.40                           |
| 96       | 12              | "Remember the Monsters?" "Lembra-se dos Monstros?"                 | Steve Shill      | Scott Buck & Manny Coto        | 22 de setembro de 2013       | 2.80                           |

## Dexter: Early Cuts
Em 2009, o canal Showtime começou a lançar uma websérie animada de Dexter. Cada história é contada em vários capítulos de dois minutos, os três primeiros foram escritos pelo produtor e escritor da série Lauren Gussis e estreou em 2009. Mais episódios foram lançados entre 2010 e 2011.
| Nº | Título                       | Escrito por     | Ilustrado por                 | Data de lançamento                           |
| -- | ---------------------------- | --------------- | ----------------------------- | -------------------------------------------- |
| 1  | "Alex Timmons, October 2003" | Lauren Gussis   | Kyle Baker                    | 25 de outubro de 2009 15 de novembro de 2009 |
| 2  | "Gene Marshall, June 1993"   | Lauren Gussis   | Andres Vera Martinez          | 15 de novembro de 2009 6 de dezembro de 2009 |
| 3  | "Cindy Landon, March 2004"   | Lauren Gussis   | Ty Templeton                  | 13 de dezembro de 2009 4 de janeiro de 2010  |
| 4  | "Dark Echo"                  | Tim Schlattmann | Bill Sienkiewicz & David Mack | 25 de outubro de 2010                        |
| 5  | "All In The Family"          | Scott Reynolds  | David Mack                    | 2012                                         |

## Lançamentos em DVD
| Temporada | Temporada | Lançamentos em DVD     | Lançamentos em DVD     | Lançamentos em DVD     | Lançamenros em Blu-ray | Lançamenros em Blu-ray | Lançamenros em Blu-ray |
| Temporada | Temporada | Região 1               | Região 2               | Região 4               | Região A               | Região B               |                        |
| --------- | --------- | ---------------------- | ---------------------- | ---------------------- | ---------------------- | ---------------------- | ---------------------- |
|           | 1         | 21 de agosto de 2007   | 19 de maio dd 2008     | 3 de março de 2011     | 6 de janeiro de 2009   | 18 de junho de 2012    |                        |
|           | 2         | 19 de agosto de 2008   | 30 de março de 2009    | 20 de agosto de 2008   | 5 de maio de 2009      | 18 de junho de 2012    |                        |
|           | 3         | 18 de agosto de 2009   | 16 de agosto de 2010   | 18 de agosto de 2009   | 18 de agosto de 2009   | 18 de junho de 2012    |                        |
|           | 4         | 17 de agosto de 2010   | 29 de novembro de 2010 | 4 de novembro de 2010  | 17 de agosto de 2010   | 29 de novembro de 2010 |                        |
|           | 5         | 16 de agosto de 2011   | 5 de setembro de 2011  | 17 de agosto de 2011   | 16 de agosto de 2011   | 5 de setembro de 2011  |                        |
|           | 6         | 14 de agosto de 2012   | 18 de junho de 2012    | 20 de junho de 2012    | 14 de agosto de 2012   | 18 de junho 2012       |                        |
|           | 7         | 14 de maio de 2013     | 3 de junho de 2013     | 19 de junho de 2013    | 14 de maio de 2013     | 3 de junho 2013        |                        |
|           | 8         | 12 de novembro de 2013 | 2 de dezembro de 2013  | 27 de novembro de 2013 | 12 de novembro de 2013 | 27 de novembro de 2013 |                        |